# Gérard Guy Aymonin
Gérard-Guy Aymonin (14 de junio de 1934 - 6 de mayo de 2014) fue un botánico francés
Fue investigador y taxónomo en el Laboratorio de Fanerógamas del Museo Nacional de Historia Natural de Francia, en París.
Estuvo casado con Monique Keraudren (1928-1981), colega.

## Algunas publicaciones
- G.G. Aymonin. 1965. Origines présumées et disparition progressive des "adventices messicoles calcicoles" en France ... 32 p.

- Raynal-Roques, A.; G.G. Aymonin; Aubréville, A. 1966. Flore du Cameroun. Ed. Muséum national d'histoire naturelle, Lab. de phanérogamie

- Amshoff, G.J.H.; G.G. Aymonin; A. Aubréville. 1966. Flore du Gabon. Ed. Muséum national d'histoire naturelle. Lab. de phanérogamie, 256 p.

- 1967. Oleg Polunin et Anthony Huxley. Fleurs du Bassin méditerranéen : EFlowers of the Mediterraneane. Tradujo y adaptó G.G. Aymonin. 327 p. Ed. F. Nathan

- G.G. Aymonin. 1972. Ecologie et phytocoenotique méditerranéennes: Eléments de bibliographie commentée réunis par Gérard G. Aymonin [1968-1971] 118 p.

- Polunin, O.; G.G. Aymonin; M. Keraudren. 1974. Guide des plantes de l'Europe : Avec des compléments écologiques pour la France. Ed. F. Nathan

- Besler, B; G.G. Aymonin. 1987. L'Herbier des quatre saisons : Ou le Jardin d'Eichstätt. Ed. Mazenod. 520 pp. ISBN 2-85088-031-0

- Charpin, A.; Gérard-Guy Aymonin. 2004. Bibliografía selectiva de las Floras de Francia. V. Noticias biográficas sobre los autores citados : P-Z y complementos. J. Bot. Soc. Bot. France, 27 : 47-87

- Aymonin, G.G; J.L. Guignard; A. Baillet. 2004. Pourquoi les Monocotylédones ? Une introduction pour une clé. Acta Bot. Gallica, 2004, 151 (2), 139-146

## Honores

### Membresías
- de numerosas sociedades científicas, entre ellas la Sociedad Botánica de Francia la que es secretario general durante 25 años.

### Epónimos
- (Euphorbiaceae) Croton aymoniniorum Leandri[1]
- (Orchidaceae) Ophrys aymoninii (Breistr.) Buttler[2]
- (Thymelaeaceae) Octolepis aymoniniana Z.S.Rogers[3]

- La abreviatura «Aymonin» se emplea para indicar a Gérard Guy Aymonin como autoridad en la descripción y clasificación científica de los vegetales.[4]